# مهندسی دانش
مهندسی دانش، به مجموعه فرایندهای مربوط به طراحی، مهندسی و ایجاد سامانه‌های مبتنی بر دانش گفته می‌شود. مهندسی دانش، دارای وجوه مشترک فراوانی با مهندسی نرم‌افزار است، به‌طوری که بیشتر راه حل‌ها و روش‌های هریک را می‌توان در دیگری استفاده کرد. علاوه بر آن، زمینه‌های دیگری مثل هوش مصنوعی، پایگاه‌های داده‌ها، کاوش‌های ماشینی در داده‌ها، سامانه‌های خبره، سامانه‌های پشتیبانی تصمیم‌ها و نیز سامانه‌های اطلاعات جغرافیایی را باید در ارتباط نزدیک با مهندسی دانش، به حساب آورد.

## مهندس دانش کیست؟
مهندسان دانش (به انگلیسی: Knowledge Engineer)، نقشی است که در فرایند مهندسی دانش (به انگلیسی: Knowledge Engineering) تبحر دارد؛ وی می‌تواند سه فعالیت استخراج، تحلیل و مدلسازی دانش را انجام دهد. این سه فعالیت منجر به تولید یک پایگاه دانش ساخت یافته مبتنی بر مدل‌های دانش با قابلیت استفاده مجدد می‌شود که می‌تواند به عنوان محتوای ورودی در یک سیستم مبتنی بر دانش استفاده شود. در نگاه‌های غیرحرفه‌ای تر مهندس دانش به عنوان نقشی برای اجرای برخی فرایندهای ساده مدیریت دانش تنزل پیدا می‌کند.

## تاریخچه
در ابتدای زمان وجود سیستم‌های خبره، اندک یا هیچگونه رویه‌ای برای ایجاد و ساخت نرم‌افزار وجود نداشته‌است. محققان همراه با کارشناسان این حوزه شروع به برنامه‌نویسی کرده و گاهی ابزارهای لازم (همانند موتور استنتاج) را همگام با خود نرم‌افزار ایجاد می‌کردند. همگام با مهاجرت سیستم‌های خبره از نمونه‌های اولیه آکادمیک به سیستم‌های کسب و کار پیاده‌سازی شده، این نکته مورد توجه قرار گرفت که برای امکان قابل پیش‌بینی بودن و کنترل بر روی رویه‌های ساخت نرم‌افزار نیاز به یک اصل و روش‌شناسی خواهیم داشت. اساساً دو تلاش برای به کار گیری این روش‌ها وجود داشت:
۱-استفاده از متدولوژی‌های قراردادی برای توسعه نرم‌افزار
۲-پیاده‌سازی متدولوژی‌های خاصی که با نیازهای ساخت سیستم‌های خبره وفق داده شده‌است.
بسیاری از سیستم‌های خبره اولیه توسط شرکت‌های مشاوره‌ای و یکپارچه سازی سیستم‌های بزرگ مانند Andersen مشاور توسعه داده شد. این شرکت در حال حاضر به عنوان مثال خوبی (به عنوان مثال روش / ۱ برای Andersen) که آن‌ها به منظور توسعه نرم‌افزار برای مشتریان خود همه کارکنان خود را آموزش داده و تقریباً به‌طور مستمر آموزش کارکنان ادامه دارد. یکی روند در توسعه سیستم‌های خبره اولیه بود به سادگی به این روش آبشار به توسعه سیستم‌های خبره اعمال می‌شود.
از رویکردهای مهندسی دانش می‌توان به نقش محدود (به انگلیسی: role-limiting) یا وظایف عمومی (به انگلیسی: generic tasks) اشاره نمود. هم چنین برای به نمایش گذاشتن مفاهیم و روش‌های متفاوت، می‌توان از چارچوب‌های Common KADS ،MIKE و PROTEGE-II استفاده کرد.